# Иван Пернар
Иван Пернар (Марија Горица, 3. новембар 1889 — Њујорк, 2. април 1967) био је хрватски политичар и адвокат.
Био је хрватски посланик у Народној скупштини Краљевине Југославије. У историју је ушао 20. јуна 1928. када је на њега и његове колеге из Хрватске сељачке странке Стјепана Радића, Павла Радића, Ђуру Басаричека и Ивана Гранђу био извршен атентат у Народној скупштини Краљевине Југославије, који је извршио Пуниша Рачић. Атентат је преживео.
21. августа 1938. као представник ХСС присуствовао је сахрани Андреје Хлинке у Ружомбероку. Касније је изабран за сенатора, а од стране усташа и челника НДХ, бива затворен у логору. Године 1945. емигрира у САД, где проводи остатак живота и умире 1967. у Њујорку.